# Oxford (village, New York)
Pour les articles homonymes, voir Oxford (homonymie).
Ne doit pas être confondu avec Oxford (New York).
Oxford est un village situé dans le comté de Chenango, dans l'État de New York, aux États-Unis. En 2010, il comptait une population de 1 450 habitants, estimée au 1er juillet 2019 à 1 379 habitants.

## Démographie
Lors du recensement de 2010, le village comptait une population de 1 450 habitants. Elle est estimée, en 2019, à 1 379 habitants.